# مباركة الحاج عبد الله
مباركة الحاج عبد الله هي عداءة جزائرية معتزلة.

## المشاركات والميداليات
توجت مباركة الحاج عبد الله بطلة للجزائر في سباقات العدو السريع 800 و1500 متر و3000 متر وسباقات اختراق الضاحية ستة عشر مرة في الفترة ما بين عامي 1984 و1991، كما شاركت مباركة الحاج عبد الله في بطولة العالم لاختراق الضاحية في أعوام 1980 و1982 و1983 و1985 و1986 و1990، وكانت أفضل نتيجة حققتها خلال تلك المشاركات هي احتلال المرتبة السابعة والثلاثين في بطولة العالم لاختراق الضاحية عام 1985. شاركت مباركة الحاج عبد الله أيضًا في عدة نسخ من بطولة المغرب العربي لألعاب القوى، والبطولة العربية لألعاب القوى، وحصلت منها على عدد من الميداليات الذهبية والفضية والبرونزية في سباقات 400 متر و800 متر و1500 متر و3000 متر و10000 متر. ويوضح الجدول التالي أهم المُسابقات والبطولات التي شاركت فيها مباركة الحاج عبد الله، وأبرز الميداليات والألقاب التي حققتها في البطولات والمسابقات المختلفة:
| العام | المسابقة                         | المكان                   | المنافسات                        | الترتيب/الميدالية                   |
| ----- | -------------------------------- | ------------------------ | -------------------------------- | ----------------------------------- |
| 1981  | بطولة المغرب العربي لألعاب القوى | الجزائر العاصمة، الجزائر | سباق 400 متر                     | المركز الثالث (الميدالية البرونزية) |
| 1981  | بطولة المغرب العربي لألعاب القوى | الجزائر العاصمة، الجزائر | سباق 800 متر                     | المركز الثاني (الميدالية الفضية)    |
|       | بطولة العالم لاختراق الضاحية     |                          |                                  | المركز السابع والثلاثين             |
| 1986  | بطولة المغرب العربي لألعاب القوى | تونس العاصمة، تونس       | سباق 1500 متر                    | المركز الأول (الميدالية الذهبية)    |
| 1986  | بطولة المغرب العربي لألعاب القوى | تونس العاصمة، تونس       | سباق 3000 متر                    | المركز الأول (الميدالية الذهبية)    |
| 1987  | البطولة العربية لألعاب القوى     | الجزائر العاصمة، الجزائر | سباق 1500 متر                    | المركز الأول (الميدالية الذهبية)    |
| 1987  | البطولة العربية لألعاب القوى     | الجزائر العاصمة، الجزائر | سباق 800 متر                     | المركز الثاني (الميدالية الفضية)    |
| 1989  | البطولة العربية لألعاب القوى     | القاهرة، مصر             | سباق 1500 متر                    | المركز الثالث (الميدالية البرونزية) |
| 1989  | البطولة العربية لألعاب القوى     | القاهرة، مصر             | سباق 3000 متر                    | المركز الثاني (الميدالية الفضية)    |
| 1989  | البطولة العربية لألعاب القوى     | القاهرة، مصر             | سباق 10000 متر                   | المركز الثالث (الميدالية البرونزية) |
| 1990  | بطولة المغرب العربي لألعاب القوى |                          | سباق 1500 متر                    | المركز الثاني (الميدالية الفضية)    |
| 1990  | بطولة المغرب العربي لألعاب القوى | سباق 3000 متر            | المركز الثاني (الميدالية الفضية) |                                     |
|       |                                  |                          | سباق التتابع 4 × 400 متر         | المركز الأول (الميدالية الذهبية)    |